# 音楽熱帯夜
音楽熱帯夜(おんがくねったいや)は、NHK BSプレミアムにて2012年4月7日から2013年3月30日まで放送された音楽番組。

## 概要
ビッグアーティストのライブを中心に、旬のステージを紹介する。2012年4月1日「福山雅治ライブ 〜MEET THE MUSIC in 宮城〜」を「音楽熱帯夜スペシャル」のタイトルで放送し、同年4月7日からレギュラー放送を行った。

## 放送時間
土曜深夜 24:10 - 25:40（日曜 0:10 - 1:40）

## 放送リスト

### 2012年
- 4月1日：福山雅治ライブ 〜MEET THE MUSIC in 宮城〜
- 4月7日：AKB48ライブ@SBD
- 4月14日：ASIAN KUNG-FU GENERATION LIVE in 日本武道館
- 4月21日：aiko LIVE at NHK
- 4月28日：震災から1年“明日へ”コンサート〜幕張メッセ〜
- 5月20日：MIKUNOPOLIS in LOS ANGELS〜はじめまして、初音ミクです〜
- 5月26日：HY LIVE ARENA TOUR 2012 at 武道館
- 6月9日：サンボマスター ライブ 2012
- 6月16日：FUNKY MONKEY BABYS ライブ さいたまスーパーアリーナ
- 7月7日：AKB48 選抜総選挙スペシャル
- 7月14日：ゆび祭り〜アイドル臨時総会〜
- 7月21日：L'Arc〜en〜Ciel Live at Madison Square Garden
- 8月25日：FUNKY MONKEY BABYS ライブ さいたまスーパーアリーナ(再放送)
- 9月8日：前田敦子 AKB48卒業公演
- 10月6日：ソナーポケット LIVE 日本武道館
- 11月10日：YUKI LIVE in TOKYO DOME
- 11月24日：水樹奈々 LIVE UNION 2012
- 12月1日：flumpool LIVE

### 2013年
- 1月12日：ABUソング・フェスティバル〜アジア・太平洋 音楽の祭典〜
- 1月19日：SHINKIBA JUNCTION 2012
- 1月26日：ももいろクリスマス2012 〜さいたまスーパーアリーナ大会〜
- 2月2日：布袋寅泰 in LONDON
- 2月9日：斉藤和義 弾き語り2012
- 2月16日：くるり・日本武道館ライブ
- 3月2日：L'Arc〜en〜Ciel Live at Madison Square Garden(再放送)
- 3月9日：元ちとせ 10周年ライブ
- 3月16日：MINMI 10周年ライブ
- 3月23日：SEKAI NO OWARI@代々木第一体育館
- 3月30日：ももいろクリスマス2012 〜さいたまスーパーアリーナ大会〜(再放送)